# Abbaye de Bélakút
L’abbaye de Bélakút (nom hongrois, slavisé en Belin Studenac et latinisé en Belafons) est une ancienne abbaye cistercienne, bâtie dans la forteresse de Petrovaradin, située dans la ville éponyme, parfois qualifiée par son nom hongrois Pétervárad, en Voïvodine (Serbie). Fondée par les moines de l'abbaye de Trois-Fontaines, en Champagne, en 1234, elle est fermée au XVIe siècle.

## Histoire

### Fondation
L'abbaye est créée en 1234 ou 1235 lorsque le roi de Hongrie Béla IV fait venir des moines d'Occident pour bâtir un monastère cistercien protégé par une forteresse, la future forteresse de Petrovaradin, située sur un éperon rocheux dominant un méandre du Danube en Voïvodine. L'abbaye est nommée à la fois d'après une source locale et d'après l'abbaye mère, celle de Trois-Fontaines, soit « Fontaine blanche » (en hongrois Béla-kút).

### La forteresse
La place forte, construite par les moines, est défendue victorieusement par les moines durant l'invasion tatare. Reconnaissant, le roi accorde aux moines de vastes privilèges (droits sur les forêts, terres cultivées et incultes, étendues et cours d'eau) sur la Syrmie et la Bačka, et plus particulièrement sur la ville de Petrovaradin, les villages de Sajlovo, Byvolou et la région de Čenej.

### La probable relocalisation
À partir de 1241, il n'est plus fait mention de l'abbaye sur le piton rocheux. Il semblerait que les moines n'aient séjourné à leurs débuts dans la forteresse que contraints par les nouvelles de l'invasion tatare, et que, sitôt  le danger passé, ils aient choisi de revenir dans un lieu (une vallée proche de la forteresse) plus conforme à leur vocation de prière.
Aux XIIIe et XIVe siècles, le monastère perd en importance ce que la forteresse y gagne ; en effet, sa position stratégique sur le Danube en fait une place forte particulièrement importante pour les souverains hongrois, d'abord contre les invasions orientales, puis contre les Ottomans. Les terres allouées aux cisterciens sont donc petit à petit attribuées aux gouverneurs de la forteresse, ce qui est attesté dans les titre de propriété de Nicolas d'Ilok (en).